# 팝픈 스테이지

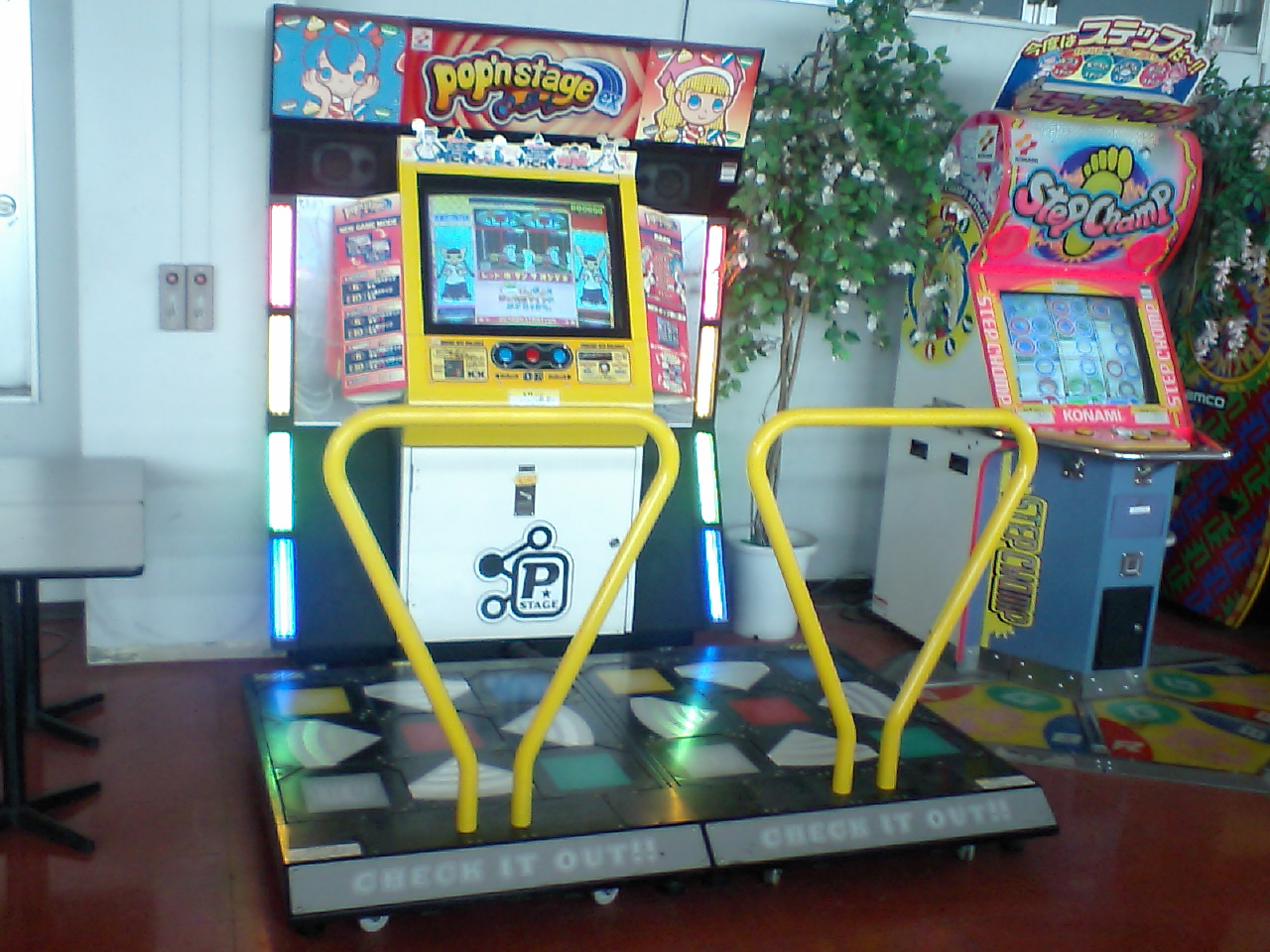

《팝픈 스테이지》(일본어: ポップンステージ, pop'n stage)는 1999년 9월에 코나미에서 발매된 음악 게임으로 비마니 시리즈의 하나이다. 팝픈뮤직의 파생 시리즈로, 댄스 댄스 레볼루션과 같이 발판을 밟아 게임을 진행하는 댄스 게임이다.

## 게임 방법
팝픈 스테이지의 기체는 모니터와 10개의 풋 패널로 구성된다. 풋 패널은 펌프 잇 업과 같이 X자형으로 배치되어있으며, 모니터 아래에는 셀렉트 버튼과 스타트 버튼이 있다.
기본적인 게임 방법은 팝픈뮤직과 거의 같아서, 조작을 하면 키음이 나오고 음악을 연주하게 된다. 다른 것이 있다면 손 대신 다리를 이용해 스텝을 밟아 곡을 연주한다. 스텝을 타이밍에 맞춰서 밟으면 그루브 게이지가 올라가고, 곡이 끝날 때 게이지가 빨간 GOOD 존까지 채워져있다면 스테이지를 클리어한 것이 된다. 게임을 시작할 때 가운데의 발판 6개를 사용하는 6스위치 모드와 발판 10개를 모두 사용하는 10스위치 모드를 고를 수 있다. 10스위치 모드는 기본적으로 2인용 모드이지만, 그루브 게이지는 1개이다.

## 게임 모드
- BEGINNER : 초대 버전에만 있는 모드로, 연습 스테이지를 끝낸 후 1곡을 플레이할 수 있다.
- NORMAL : 3스테이지. 초대 버전과 ex의 보면이 다르다. ex에서는 전반적으로 난이도가 낮아졌고, 일부 곡을 선택할 수 없게 되었다.
- ANOTHER : 3스테이지. ex에서 추가된 모드로, 초대 버전의 NORMAL에 해당한다.
- MANIAC : 3스테이지. ex에서 추가된 모드로, 선택 화면에서 선택 버튼 2개를 동시에 누르면 고를 수 있다. 이 모드에 한해서 10스위치 모드가 1인용 모드가 된다.
- HARD : 4스테이지. 미리 구성된 코스 중에서 골라서 플레이하는 모드로 플레이 중에는 자동적으로 방해 옵션이 발동된다. 게이지가 다른 모드와는 달리 100%에서 시작해서 틀릴 때마다 줄어들고 게이지가 없어지면 게임이 끝난다.

## 시리즈
- pop'n stage (1999년 9월)
- pop'n stage ex (1999년 12월) : 모드와 채보, 시스템이 변경되었으며 팝픈뮤직 3으로부터 신곡이 추가되었다.

## 수록곡과 캐릭터
팝픈 스테이지에는 팝픈뮤직 1~3까지의 곡이 수록되어 있으며, 17곡의 오리지널 곡도 추가되었다. 팝픈 스테이지에서도 팝픈뮤직과 같이 플레이 중에 화면 양쪽에 캐릭터가 표시되며, 플레이 내용에 따라 캐릭터의 동작이 변화한다. 각 모드별로 기본으로 설정된 캐릭터가 있지만, 사용하는 캐릭터를 바꿀 수도 있다.
팝픈 스테이지의 수록곡과 캐릭터들은 후에 팝픈뮤직 시리즈로 이식되기도 했다.